# Estación Director Lagarrigue
Director Lagarrigue (originalmente llamada El Espino) fue una estación ferroviaria correspondiente al Longitudinal Norte ubicada en la comuna de Combarbalá, en la Región de Coquimbo, Chile. Actualmente la estación no presta servicios.

## Historia
Con el proceso de conexión de las vías ferroviarias del norte de Chile a través del Longitudinal Norte, una extensión ferroviaria entre la estación Illapel y Estación San Marcos construida desde norte a sur que inició sus obras en 1910 y fue entregada e inaugurada en 1913. Contenía un total de 5 vías: dos de paso para los trenes, una que servía a la bodega y dos para estacionamiento; la construcción principal de la estación posee un diseño similar al de Alcaparrosa.
Entre la estación Matancilla y la estación Pama se tuvo que colocar una cremallera junto con la vía para que las máquinas pudieran transitar a través de las grandes pendientes del terreno. Producto de unos temporales de lluvia ocurridos en agosto de 1941, el extremo sur del túnel El Espino quedó bloqueado por un aluvión, así como otros sectores de la vía, generándose que los pasajeros debían realizar transbordo de trenes entre ambos extremos de la vía interrumpida, quedando restablecido el servicio el 17 de noviembre del mismo año.
La estación originalmente se llamaba Espino; sin embargo el 23 de septiembre de 1949, a través de un decreto, la estación pasa a llamarse Director Lagarrigue, en honor a Juan Lagarrigue, director general de la Empresa de los Ferrocarriles del Estado.
Para 1967 la estación aún operaba, siendo suprimida mediante decreto del 28 de julio de 1978. La estación se encuentra en buen estado, varios de los edificios originales aun se encuentran en pie, así como un estanque de agua en altura y un andén. La estación posee una vía principal y 3 desvíos locales; además junto a la entrada al túnel El Espino se encuentra un triángulo de inversión.